# Свети Димитър (Градищя)
„Свети Димитър“ (на румънски: „Biserica Sfântul Dimitrie“) е храм на Румънската православна църква в слатинското село Градищя (Градище), окръг Олт, Румъния, част от Слатинската епископия на Олтенската митрополия.

## Местоположение
Църквата е разположена в южния край на селото.

## История
Храмът е издигнат около 1898 година. Изписана е през есента на 1901 година от дебърския майстор Мелетий Божинов.